# ويلارد فان ديك
ويلارد فـان ديك (بالإنجليزية: Willard Van Dyke)‏ هو مصور سينمائي ومصور ومخرج أمريكي، ولد في 5 ديسمبر 1906 في دنفر في الولايات المتحدة، وتوفي في 23 يناير 1986 في جاكسون في الولايات المتحدة.

## وصلات خارجية
- ويلارد فـان ديك على موقع IMDb (الإنجليزية)
- ويلارد فـان ديك على موقع الموسوعة البريطانية (الإنجليزية)
- ويلارد فـان ديك على موقع ألو سيني (الفرنسية)
- ويلارد فـان ديك على موقع أول موفي (الإنجليزية)
- ويلارد فـان ديك على موقع قاعدة بيانات الأفلام السويدية (السويدية)
- ويلارد فـان ديك على موقع قاعدة بيانات الفيلم (الإنجليزية)
- ويلارد فـان ديك على موقع كينوبويسك (الروسية)